# Tramvajová doprava v Mostě a v Litvínově
V severočeských městech Most a Litvínov se nachází společná tramvajová síť s rozchodem kolejí 1435 mm a délkou přibližně 18,6 km, kterou provozuje Dopravní podnik měst Mostu a Litvínova.

## Historie

### Konec 19. století
Na konci 19. století se město Most, hornické centrum celé oblasti, prudce rozvíjelo. Přibývaly nové závody, kam museli dojíždět lidé. Situace se nakonec stala neúnosnou, a tak v roce 1893 byla navržena trať parní tramvaje. Druh pohonu však byl změněn na elektrický, stavět se začalo v roce 1899. 7. srpna 1901 byla první trať (dlouhá 12,9 km), vedoucí od nádraží přes Kopisty, Růžodol a Horní Litvínov do Janova zprovozněna, meziměstský úsek vedl východněji než dnešní trasa. Celá trať byla jednokolejná s tehdy obvyklým a oblíbeným rozchodem 1 000 mm.

### První polovina 20. století
Koncem roku 1917 byla síť prodloužena o úsek na Čepirožskou výšinu. Do druhé světové války se ale již více nerozšiřovala, pouze v roce 1938 bylo, opět na Čepirožské výšině, provedeno menší prodloužení. V souvislosti s výstavbou petrochemických závodů v Záluží, které měly za války strategický význam, byla k nim zavedena trať, která částečně využívala vlečky k dolu Minerva. Ke konci války, v roce 1945, byly chemické závody v Mostě a jeho okolí vybombardovány, rovněž došlo i ke zničení meziměstské tramvajové tratě; kvůli tomu se síť dočasně rozpadla na litvínovskou a mosteckou část.

### Druhá polovina 20. století
Po válce bylo nutné tratě opravit, to bylo provedeno již během pár měsíců po skončení bojů. V rámci dvouletky byly dokonce zdvoukolejněny a přeloženy některé úseky, jako např. trať k nádraží. Kolem roku 1950 bylo v Mostě v provozu 5 tramvajových linek, objevily se i nové tramvaje typu 6MT pořízené z Teplic. Dalším důležitým úkolem byla modernizace meziměstské tratě, rozhodlo se tak o výstavbě moderní rychlodrážní a normálněrozchodné trati. Její první úsek byl v Litvínově uveden do provozu 1. dubna 1957.
V souvislosti s tím musely být vyřazeny staré tramvajové vozy dřevěné konstrukce s lyrovými sběrači, které byly nahrazeny tramvajemi typu Tatra T1, Tatra T2 a později Tatra T3. Modernizace tramvají zároveň k roku 1959 ukončila provoz trolejbusové sítě, která se tím stala nadbytečnou.
V roce 1961 byla rychlodráha prodloužena do Velebudic (k současné vozovně), zároveň tak byl k 24. březnu definitivně ukončen provoz tramvají úzkorozchodných. V 70. letech se tramvajová síť, stejně jako celé město Most, musela připravit na přestěhování. Díky předchozím úpravám se však nejednalo o tak náročný proces. Přemístění města bylo dokončeno do roku 1978, trať byla přemístěna do koridoru na úpatí Hněvína a úsek přes starý Most byl opuštěn. Téhož roku byla rovněž postavena trať k novému mosteckému nádraží.

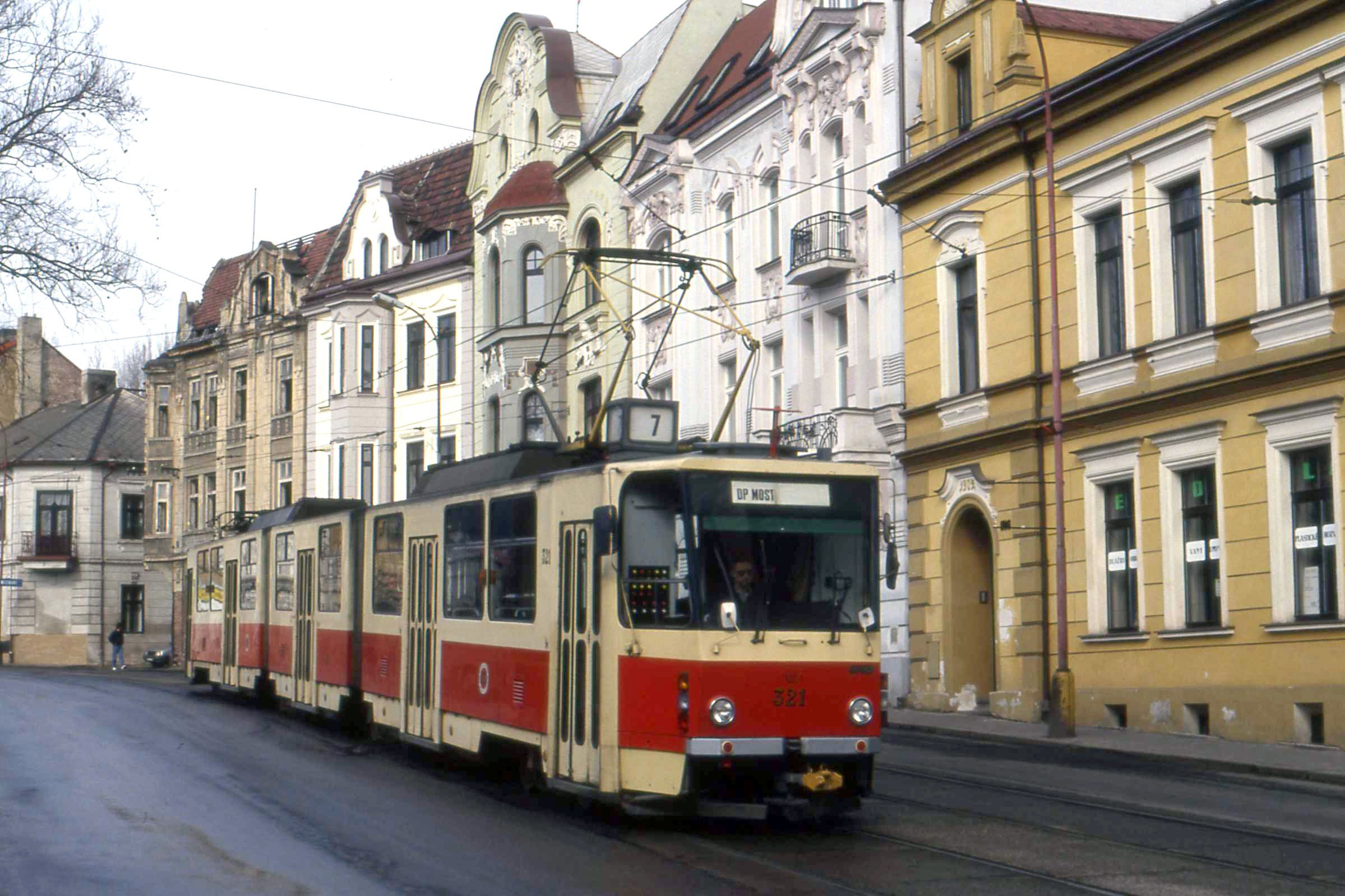
Tříčlánková tramvaj KT8D5 v Litvínově (1994)

Starý Most byl vyklizen a později zbourán, nahradilo ho tehdy moderní sídliště pro 65 000 obyvatel. Poslední rozšíření proběhlo roku 1981 jako krátké prodloužení na novou smyčku ve Velebudicích. V 80. a 90. letech v Mostě jezdily i tramvaje Tatra KT8D5 a Tatra T5B6, „kátéčka“ však byla roku 1997 odprodána do maďarského Miskolce. V prvních letech 21. století byly zakoupeny nízkopodlažní tramvaje Škoda 03T (Astra).

### Současný stav
Většina vozového parku se skládá z modernizovaných tramvají Tatra T3, v provozu jsou také dva nízkopodlažní vozy Škoda 03T. V letech 2012–2014 byly dodány dvě nízkopodlažní tramvaje VarioLF plus, o několik let později byly do provozu zařazeny také dva vozy typu VarioLF. Nadbytečné vozy typu Tatra T3SUCS byly během roku 2013 odprodány do různých ukrajinských tramvajových provozů, zejména do Oděsy. Od konce roku 2019 probíhají dodávky nových tramvají EVO2 z produkce firmy Pragoimex.
Tramvaje dnes jezdí na čtyřech linkách č. 1–4, s rozšiřováním sítě se prozatím nepočítá. V letech 2021–2023 byla za úplné výluky zrekonstruována meziměstská trať v úseku Záluží, Chemopetrol – Litvínov, nádraží.

## Vozový park

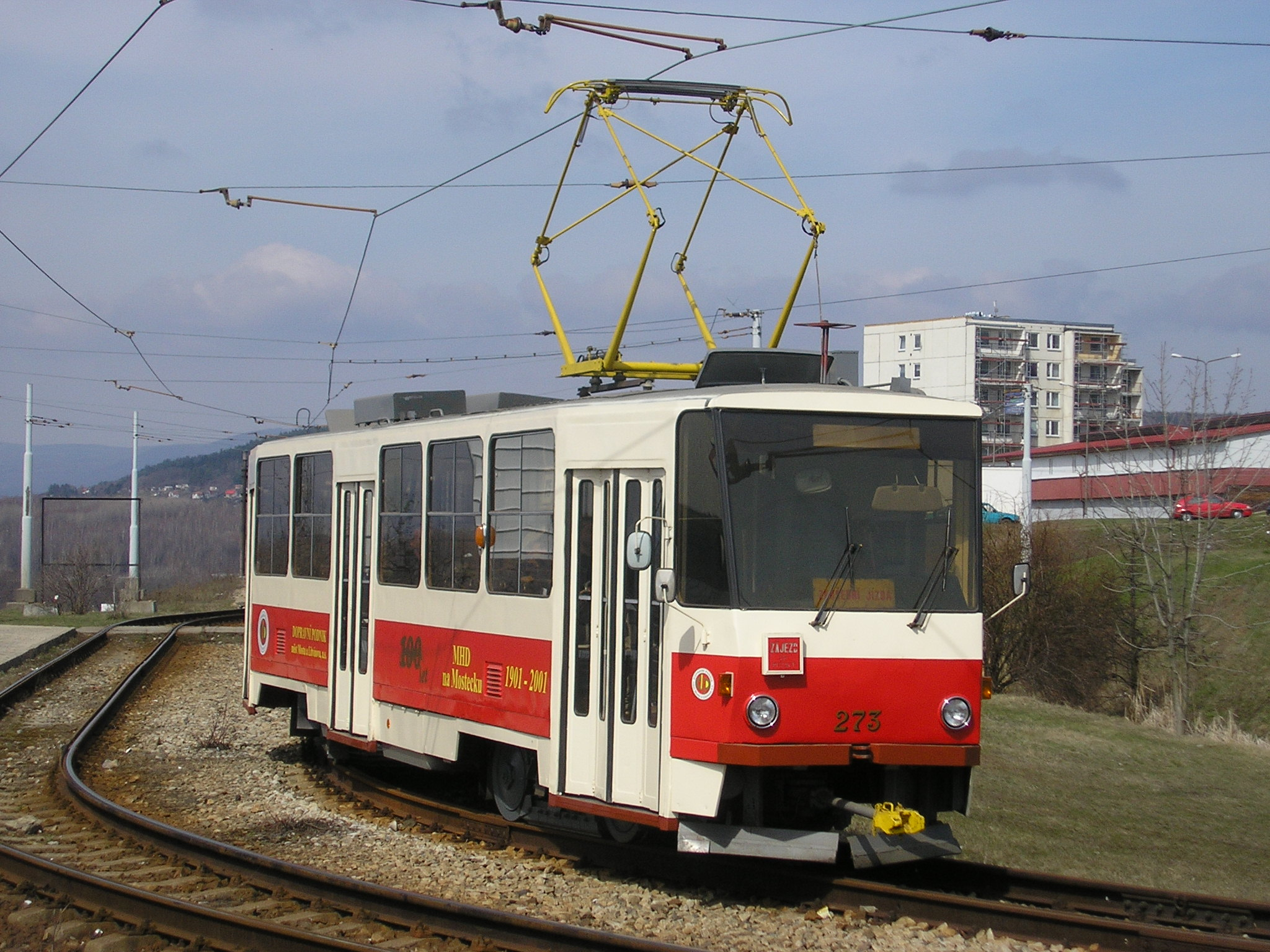
Historická tramvaj Tatra T5B6

V současné době jsou v Mostě a v Litvínově v provozu osobní tramvajové vozy těchto typů:
| Obrázek     | Typ          | Modifikace a podtypy | Dodávky v letech | Počet (k 6. 6. 2021) |
| ----------- | ------------ | -------------------- | ---------------- | -------------------- |
| Tatra T3M.3 | Tatra T3     | Tatra T3SUCS         | 1983             | 1                    |
| Tatra T3M.3 | Tatra T3     | Tatra T3M.3          | 1997–2001        | 34                   |
| Škoda 03T   | Škoda 03T    | Škoda 03T5 (Astra)   | 2001             | 1                    |
|             | VarioLF plus | VarioLF plus         | 2012–2014        | 2                    |
|             | EVO1         | EVO1                 | 2016             | 1                    |
|             | VarioLF      | VarioLFR.S           | 2016–2018        | 2                    |
|             | EVO2         | EVO2                 | 2019–2020        | 5                    |

Jako historický je veden vůz Tatra T5B6 ev. č. 273, vyrobený pouze ve dvou prototypech. Oba jezdily v Mostě a Litvínově v pravidelném provozu v letech 1979 až 1990. V roce 2023 zakoupil Dopravní podnik měst Mostu a Litvínova tramvaj Tatra T2R z Ústí nad Labem, kterou plánuje opravit do historické podoby.

## Vozovny

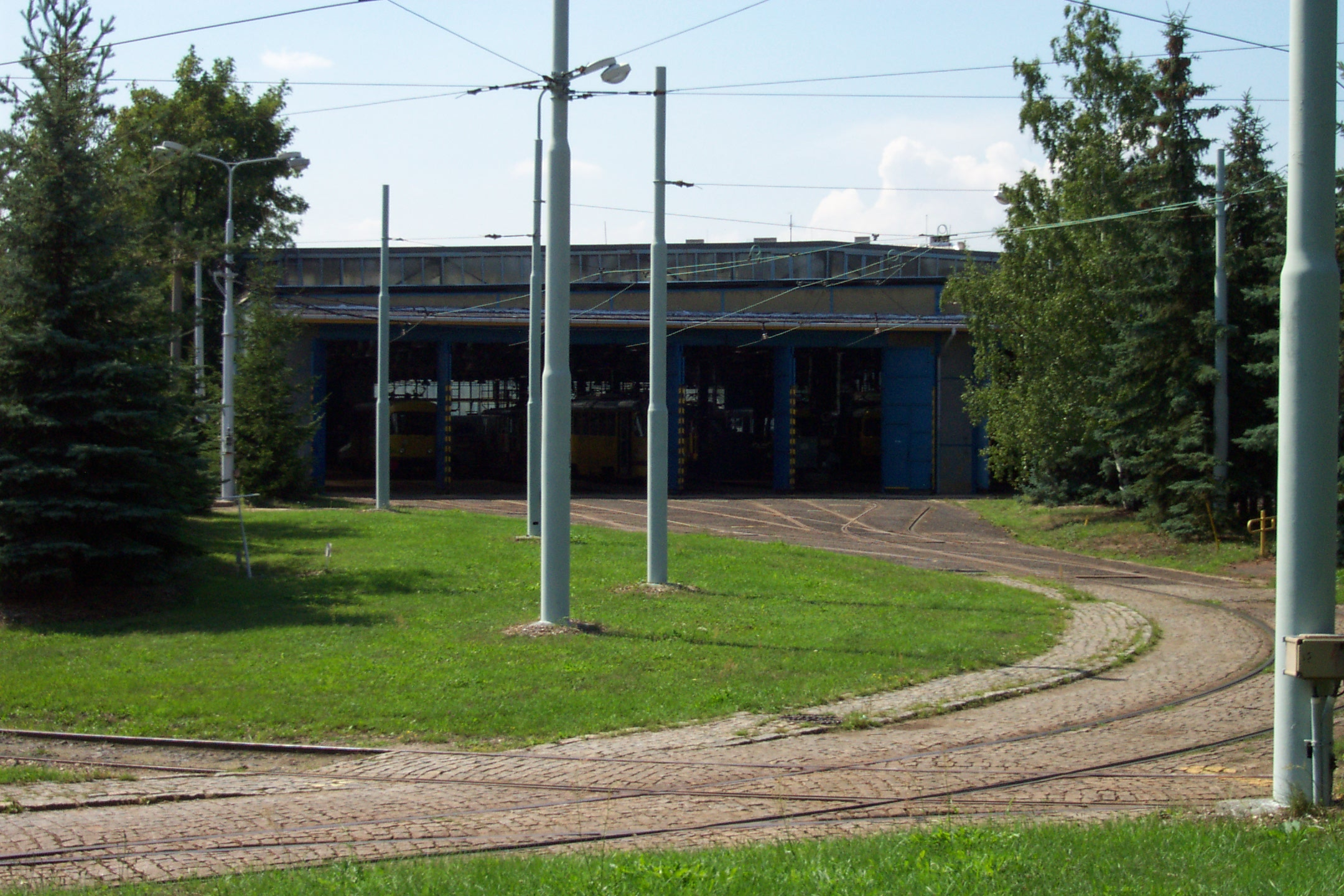
Vozovna Litvínov

Ač je místní síť poměrně malá, má dvě vozovny:
- Vozovna Most (společná s autobusy)
- Vozovna Litvínov